# Clorură de cesiu
Clorura de cesiu este o sare a cesiului cu acidul clorhidric cu formula chimică CsCl.

## Utilizare
Soluțiile tampon cu clorură de cesiu și azotat de aluminiu sunt folosite pentru determinarea ionilor de sodiu, potasiu și litiu prin spectroscopie în flacără.

## Măsuri de prim ajutor
În cazul inhalării clorurii de cesiu, se recomandă ieșirea la aer curat. În cazul contactului cu pielea, se spală cu multă apă, iar în cazul contactului cu ochii se spală cu apă din abundență, pleoapa fiind ținută larg deschisă. În cazul înghițirii se va bea multă apă, iar dacă victima nu se simte bine se apelează la un medic. Pentru a nu dăuna mediului înconjurător, se recomandă ca substanța să nu ajungă în canalizare.

## Păstrare
Clorura de cesiu se păstrează într-un recipient special, închis ermetic, într-un mediu uscat.